# Champeaux-sur-Sarthe
Champeaux-sur-Sarthe is een gemeente in het Franse departement Orne (regio Normandië) en telt 177 inwoners (2005). De plaats maakt deel uit van het arrondissement Mortagne-au-Perche.

## Geografie
De oppervlakte van Champeaux-sur-Sarthe bedraagt 9,6 km², de bevolkingsdichtheid is 18,4 inwoners per km².
De onderstaande kaart toont de ligging van Champeaux-sur-Sarthe met de belangrijkste infrastructuur en aangrenzende gemeenten.

## Demografie
Onderstaande figuur toont het verloop van het inwonertal (bron: INSEE-tellingen).